# Batman: Arkham Origins
Batman: Arkham Origins là game phiêu lưu-hành động thế giới mở (open world action-adventure) ra mắt năm 2013 được phát triển bởi Warner Bros. Games Montréal và phát hành bởi Warner Bros. Interactive Entertainment dành cho các nền tảng Microsoft Windows, PlayStation 3, Xbox 360, và Wii U. Dựa trên nhân vật siêu anh hùng Batman của DC Comics, đây là phần thứ ba trong series Batman: Arkham (hai phần đầu bao gồm Batman: Arkham Asylum (2009) và Batman: Arkham City (2011). Game được phát hành toàn cầu ngày 25 tháng 10 năm 2013.
Một phiên bản game khác là Batman: Arkham Origins Blackgate được phát triển bởi Armature Studio ra mắt vào tháng 10 năm 2013 cho các hệ máy cầm tay Nintendo 3DS và PlayStation Vita và nền tảng di động iOS và Android.
Warner Bros. Games Montréal nhận phát triển phần ba trong series game sau khi nhà phát triển đã tạo nên thành công cho hai phiên bản trước là Rocksteady Studios quyết định không phát triển game nữa. Tuy Batman: Arkham Origins nhận được những đánh giá và điểm số tốt từ các chuyên gia, game vẫn bị chê là lặp lại nội dung của hai phiên bản trước quá nhiều và không mang lại nhiều thay đổi đáng kể.

## Tóm tắt

### Bối cảnh
Game lấy bối cảnh ngược thời gian hai phần trước khi Batman trẻ lần đầu tiên giáp mặt Joker, lúc này mọi người vẫn chưa biết chính xác Batman là nhân vật có thật hay không, còn Sở Cảnh sát Thành phố Gotham (Gotham City Police Department hay GCPD) thì xếp anh vào dạng tội phạm nguy hiểm cần truy nã. Địa điểm trong game là Thành phố Gotham (Gotham City) dưới sự quản lý của một chính quyền tham nhũng thối nát tiếp tay cho bọn tội phạm hoành hành.

### Cốt truyện
Vào đêm Giáng sinh, Batman can thiệp vào một vụ đại náo Ngục Blackgate (Blackgate Prison) được tổ chức bởi Black Mask, hắn đã đào tẩu sau khi hành quyết Ủy viên Hội đồng Loeb (Commissioner Loeb). Batman lấy được chiếc thẻ nhớ có nội dung quan trọng và sau đó đụng độ tên sát thủ Killer Croc được Black Mask thuê. Sau khi hạ gục Killer Croc và để hắn lại cho GCPD bắt giữ, Batman trở về Hang Dơi (Batcave) và cùng quản gia Alfred Pennyworth phân tích chiếc thẻ nhớ. Qua đó, Batman phát hiện Black Mask đã thuê tám sát thủ nguy hiểm để lấy mạng anh, đồng thời treo giải thưởng 50 triệu Đô-la cho mạng của Batman. Tám sát thủ bao gồm Killer Croc, Deathstroke, Firefly, Copperhead, Deadshot, Electrocutioner, Lady Shiva, và Bane. Batman quyết định tìm đến tàu của Penguin để hỏi hắn vị trí của Black Mask, trên tàu anh chạm trán Electrocutioner, tuy nhiên anh đã hạ gục hắn dễ dàng. Penguin nói cho Batman biết có một vụ án mạng tại Tháp Lacey (Lacey Towers) mà nạn nhân chính là Black Mask. Ngay sau đó Batman gặp thử thách thực sự khi phải đối mặt với tên sát thủ trứ danh Deathstroke cũng ngay trên tàu của Penguin. Sau khi đánh bại Deathstroke và cung cấp thông tin cho GCPD đến bắt hắn, Batman đến Tháp Lacey điều tra vụ giết người và anh phát hiện ra nạn nhân không phải là Black Mask mà chỉ là một kẻ đóng thế hắn, ngoài ra tại hiện trường còn một nạn nhân nữa là bạn gái của Black Mask. Qua điện thoại di động của cô ta, Batman biết được kẻ dính líu đến vụ án mạng có biệt danh là Joker.
Để có thêm thông tin về Joker, Batman quyết định đột nhập hầm lưu trữ cơ sở dữ liệu tội phạm quốc gia bên dưới trụ sở GCPD. Đến nơi, Batman cảm thấy khó hiểu khi thấy lính của Black Mask đang đặt bom toàn bộ khu vực bên dưới trụ sở GCPD. Từ thông tin có được, anh tìm ra được chân tướng sự việc, Joker chính là thủ phạm, hắn đã giết bạn gái Black Mask và kẻ đóng thế, đồng thời cũng đã bắt cóc Black Mask bởi vì Joker đang cần bảo mật sinh trắc học của Black Mask để chiếm đoạt Ngân hàng Thương mại Gotham (Gotham Merchants Bank) của hắn. Nhờ sự nhanh trí của Barbara Gordon, con gái của Đại úy cảnh sát James Gordon (Captain James Gordon), Batman đã thoát khỏi sự truy sát của đội SWAT, những người cũng đang cố gắng giết anh để lấy tiền thưởng. Trong khi cố gắng thoát ra ngoài, Batman chạm trán Đại úy Gordon, dù Gordon là một trong số những sĩ quan cảnh sát ít ỏi tại Gotham không bị tha hóa nhưng chính ông cũng coi Batman như một tên tội phạm cần truy nã. Sau khi thoát khỏi trụ sở GCPD, Batman ngay lập tức đến Ngân hàng Thương mại Gotham. Ở đây, Joker lộ rõ chân tướng chính hắn đã bắt cóc Black Mask từ trước, đóng giả làm Black Mask và chiếm đoạt công việc làm ăn của hắn, Joker cũng là kẻ sai lính đặt bom bên dưới trụ sở GCPD. Đồng thời chính Joker là kẻ đã thuê đám sát thủ và treo giải thưởng 50 triệu Đô-la cho mạng của Batman. Batman truy đuổi Joker đến Nhà máy cán thép Sionis (Sionis Steel Mill), ở đây anh tìm được Black Mask đang bị trói, tuy nhiên anh lại đụng độ sát thủ rắn sử dụng nọc độc Copperhead. Lợi dụng lúc Batman bị Copperhead cầm chân, Black Mask đã tẩu thoát. Batman khống chế được nọc độc và đánh bại Copperhead, đồng thời cũng khai thác thêm được một thông tin từ ả về việc Joker sẽ triệu tập các sát thủ đến một cuộc họp tại Khách sạn Hoàng gia Gotham (Gotham Royal Hotel). Sau đó Batman nhờ Alfred cung cấp thông tin địa điểm của Copperhead cho GCPD đến bắt ả.
Batman ngay lập tức đi đến Khách sạn Hoàng gia Gotham để truy lùng Joker. Đến nơi Batman phát hiện lính của Joker đang giết hại và khống chế nhân viên khách sạn, đồng thời cũng đặt bom toàn bộ khu vực. Từ phòng thông tin, Batman quan sát được toàn bộ cuộc họp qua màn hình. Joker đang mạt sát đám sát thủ vì chưa có ai giết được Batman, cảm thấy Electrocutioner không có đóng góp gì nhiều, Joker đã đẩy hắn ra khỏi tòa nhà khiến Electrocutioner chết ngay tại chỗ. Joker yêu cầu đám sát thủ phải đi tìm giết Batman ngay, cả đám rời đi ngoại trừ Bane, hắn cho rằng chính Batman sẽ tìm đến Joker và đó là lúc hắn sẽ lấy mạng Batman. Nhờ đôi găng tay điện (Shock Gloves) lấy được từ xác chết của Electrocutioner, Batman đã khởi động lại thang máy và đi lên tầng trên để tiếp cận Joker. Batman đụng độ Joker và Bane trên tầng thượng, Joker tiết lộ hắn đã đặt bom rất nhiều nơi trong thành phố. Sau đó trên mái nhà Batman và Bane đã có một trận chiến nảy lửa dưới sự chứng kiến của Joker. Alfred lo sợ Batman không đủ sức hạ Bane nên ông đã gọi cho GCPD. GCPD điều động trực thăng đến can thiệp vào trận chiến, nhưng lính của Bane cũng đã kịp đến yểm trợ cho hắn và Bane đã trốn thoát bằng trực thăng, tuy nhiên Batman cũng đã kịp gắn con chip theo dõi lên người hắn. Trước khi rời đi Bane bắn một quả tên lửa vào Joker khiến hắn bị văng ra và rơi từ trên cao xuống, Batman kịp thời cứu hắn và cả hai tiếp đất an toàn. Batman khống chế Joker, để hắn lại cho GCPD và chạy thoát về Hang Dơi. Chính Joker cũng không thể hiểu được tại sao Batman lại cứu hắn trong khi hắn chính là người cố giết anh. Joker được giải về Ngục Blackgate, tại đây hắn đã có một cuộc nói chuyện với nữ Bác sĩ Harleen Quinzel, người điều trị tâm lý tội phạm. Joker nói với Harleen rằng Batman là một người vô cùng đặc biệt đã thay đổi toàn bộ suy nghĩ của hắn từ trước đến giờ, giữa hắn và Batman có một mối liên kết đặc biệt và cuộc chạm trán giữa hắn và Batman là cuộc chạm trán định mệnh. Harleen bắt đầu nảy sinh tình cảm với Joker từ đây (sau này cô trở thành Harley Quinn).
Trong khi đó ở Hang Dơi, Alfred cầu khẩn Batman dừng ngay việc làm của anh lại, ông lo sợ rằng Batman sẽ có thể mất mạng, tuy nhiên Batman từ chối nghe lời ông. Anh tiếp tục truy vết Bane dựa trên con chip định vị và tìm được căn cứ của hắn, ở đây anh phát hiện ra Bane đã biết được danh tính thực sự của mình. Lo sợ Bane sẽ tấn công Hang Dơi, Batman gọi điện báo cho Alfred biết và tức tốc trở về, nhưng Batman buộc phải hoãn lại vì cùng lúc đó anh nhận được tin Firefly đã tấn công và chiếm được Cầu Tiên Phong (Pioneer Bridge). Sau khi hack hệ thống liên lạc của Firefly, Batman biết được hắn đang giữ nhiều con tin và đã đặt bom tại bốn địa điểm trên cầu để buộc anh phải ra mặt. Đại úy Gordon cũng điều động đội SWAT của GCPD đến cầu, tuy nhiên ông không biết việc Firefly đã đặt bom trên cầu, Batman cố gắng báo cho ông biết nhưng Gordon không nghe lời anh vì cho rằng lời nói của một tên tội phạm như Batman không đáng tin, Batman buộc phải tự mình gỡ bom và giải cứu con tin. Sau đó anh tìm đến và đánh bại Firefly, giao hắn lại cho GCPD và tức tốc trở về Hang Dơi. Trên đường về Batman cố gắng liên lạc với Alfred nhưng người nói ở đầu dây bên kia là Bane, chứng tỏ hắn đã tấn công Hang Dơi. Về đến nơi, Batman thấy Hang Dơi bị phá hủy nặng nề và tìm thấy Alfred trong tình trạng chết lâm sàng. Nhờ có găng tay điện của Electrocutioner, Batman đã sốc điện cứu được Alfred tỉnh dậy. Lúc này Batman bắt đầu có cảm giác tuyệt vọng khi thấy công việc mình đang làm quá nặng nề và anh không đủ sức cứu rỗi cả một thành phố đang ngày càng tha hóa, nhưng chính Alfred đã động viên anh quay lại. Lúc này họ cũng nhận được tin báo Joker đã đảo chính thành công và kiểm soát Ngục Blackgate, Batman ngay lập tức đi đến đó.
Sau vụ trên Cầu Tiên Phong, người dân Gotham, Đại úy Gordon và GCPD đã nhìn nhận Batman một cách tích cực hơn. Anh đến Ngục Blackgate và thấy nó đang trong tình trạng hỗn loạn. Batman đột nhập vào bên trong và cứu được Bác sĩ Harleen Quinzel đang bị bắt làm con tin. Một lần nữa Batman lại đụng độ Joker và Bane, trên người Bane đeo một thiết bị có thể sạc pin chiếc ghế điện mà Joker ngồi lên theo nhịp tim của Bane. Joker và Bane buộc Batman phải lựa chọn: hoặc giết Bane trước khi pin được sạc đầy để Joker không bị hành quyết trên ghế điện, hoặc để pin sạc đầy và Joker sẽ chết (tôn chỉ của Batman là không bao giờ giết người nên đây có thể coi là tình thế tiến thoái lưỡng nan). Batman nhớ lại lời Electrocutioner nói khi chạm trán hắn trên tàu của Penguin và anh nhanh trí dùng Shock Gloves làm tim Bane ngừng đập. Joker thỏa mãn bỏ đi với ý định kích nổ toàn bộ bom đã đặt khắp thành phố. Nhận ra mình cần có đồng minh, Batman nhờ Đại úy Gordon và Quản ngục Joseph (Warden Joseph) ngăn chặn Joker, trong khi anh ở lại cố gắng sốc điện cho tim Bane đập lại trước khi quá muộn. Tỉnh dậy, Bane tự bơm vào người hắn một hợp chất steroid do hắn sáng chế, khiến hắn biến thành một con quái vật khổng lồ. Nhưng một lần nữa Bane thúc thủ trước Batman và tác dụng phụ của thuốc khiến hắn bị mất trí, và bí mật về thân phận thật của Batman cũng được giữ kín. Với sự giúp đỡ của Đại úy Gordon, Batman đuổi theo Joker đến nhà thờ của ngục. Điên tiết khi nghe Batman nói Bane chưa chết, Joker kích động Batman giết mình nhưng Batman đã khống chế được hắn. Đại úy Gordon quyết định không truy nã Batman nữa vì tin rằng anh là niềm hi vọng giúp thành phố đi lên từ đống đổ nát, như cô con gái Barbara của ông cũng đã đặt niềm tin vào Batman. Trong phần credits, Quincy Sharp trả lời phỏng vấn của phóng viên Jack Ryder rằng ông đang cố gắng vận động hành lang mở lại Nhà thương điên Arkham (Arkham Asylum) chuyên giam giữ những tên tội phạm bệnh hoạn và nguy hiểm như Joker. Sau phần credits, Amanda Waller đến gặp Deathstroke trong ngục để mời hắn tham gia Suicide Squad.

### Diễn viên lồng tiếng & nhân vật[1]

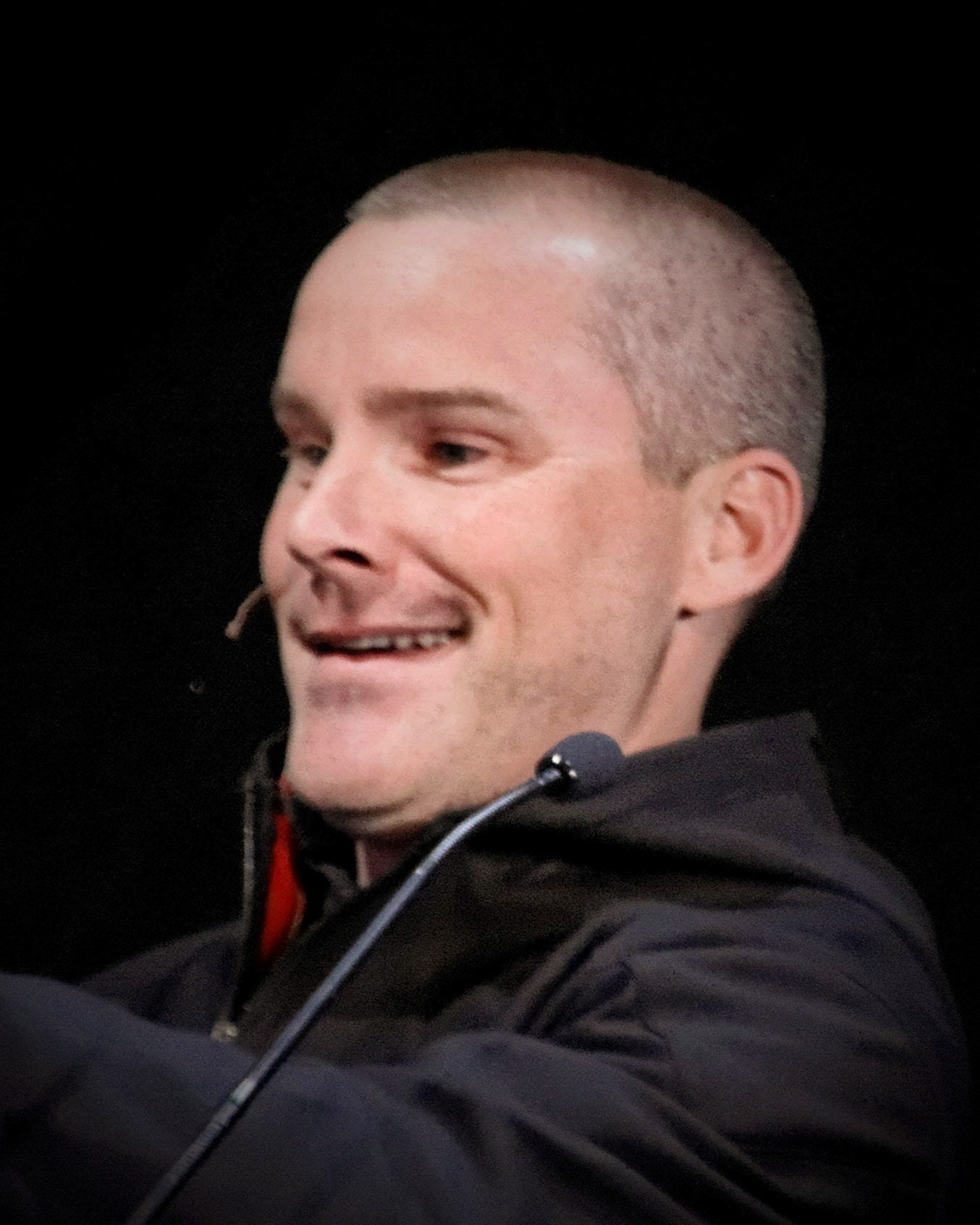
Roger Craig Smith lồng tiếng cho Batman trong game, anh thay thế cho Kevin Conroy của hai phần games trước.

- Roger Craig Smith - Batman: Tên thật là Bruce Wayne, anh là một triệu phú gần như đã cống hiến toàn bộ sức lực, trí tuệ và của cải của mình để truy quét và tiêu diệt bọn tội phạm với niềm hi vọng có thể vực dậy được Thành phố Gotham đổ nát.
- Troy Baker - Joker: Không ai biết tên thật của hắn là gì, người ta còn gọi hắn là gã hề (clown). Hắn là tên tội phạm nguy hiểm đã khống chế và giả dạng Black Mask, chiếm công việc làm ăn của y và đứng sau mọi tội ác ở Gotham, Joker là kẻ thù chính của Batman.
- J. B. Blanc - Bane: Tên thật chưa rõ, một sát thủ cực kỳ nguy hiểm nằm trong số tám sát thủ được Joker thuê để giết Batman, hắn cũng là một kẻ có thế lực ở Gotham. Bane là kẻ biết được danh tính thật của Batman nhưng sau đó bị tác dụng phụ của chất kích thích do chính hắn tạo ra gây mất trí. Hắn cũng chính là kẻ đã phá hủy Hang dơi, căn cứ của Batman. Trong suốt câu chuyện Batman phải chiến đấu với Bane nhiều lần.
- Martin Jarvis - Alfred Pennyworth: Quản gia của nhà Wayne, đồng thời cũng là trợ lý và cộng sự hậu thuẫn Batman từ phía sau. Ông rất lo lắng cho sự an nguy của Batman.
- Michael Gough - Đại úy James Gordon: Một sĩ quan cảnh sát liêm khiết của GCPD. Ông từng xem Batman như một tên tội phạm cần truy nã nhưng trải qua nhiều sự kiện ông đã hiểu được bản chất tốt của Batman và tin rằng ngày nào đó anh sẽ giúp Gotham phục hồi.
- Brian Bloom - Black Mask: Tên thật là Roman Sionis, một tên mafia mới nổi ở Thành phố Gotham, thế lực đang rất lớn. Biệt danh này là do hắn và lính của hắn đều đeo mặt nạ đen khi ra ngoài. Sau khi đào tẩu khỏi Nhà máy cán thép Sionis, Black Mask cuối cùng cũng bị Batman tìm ra và giao nộp cho GCPD.
- Nolan North - Penguin: Tên thật là Oswald Cobblepot, giống như Black Mask, Penguin cũng đang xây dựng thế lực riêng cho mình tại Gotham.
- Khary Payton - Killer Croc: Tên thật là Waylon Jones, là một sát thủ cá sấu với lớp da rất dày, một trong tám sát thủ được Joker thuê giết Batman.

- Quản ngục Martin Joseph: Là người quản lý Ngục Blackgate.
- Steven Blum - Electrocutioner: Tên thật là Lester Buchinsky, một trong tám sát thủ được Joker thuê giết Batman, nhưng bị chính Joker giết sau đó.

- Ricky 'Loose Lips' Leblanc: Một tay buôn vũ khí cho Penguin.
- Mark Rolston - Deathstroke: Tên thật là Slade Wilson, là một sát thủ nổi tiếng với những kỹ năng chiến đấu đặc biệt, là một trong tám sát thủ được Joker thuê giết Batman.
- Rosa Salazar - Copperhead: Tên thật chưa rõ, là sát thủ rắn với kỹ năng sử dụng nọc độc, một trong tám sát thủ được Joker thuê giết Batman.
- Crispin Freeman - Firefly & một số giọng quần chúng khác: Firefly tên thật là Garfield Lynns, là một trong tám sát thủ được Joker thuê giết Batman. Nhờ bộ đồ đặc biệt mặc trên người nên hắn có thể bay được và tỏa ra sức nóng khủng khiếp, Firefly sử dụng súng phun lửa và chất nổ. Hắn là kẻ gây ra vụ tấn công Cầu Tiên Phong để ép Batman ra mặt.
- Chris Cox - Deadshot: Tên thật là Floyd Lawton, tên sát thủ nổi tiếng với khả năng bắn tỉa siêu hạng, một trong tám sát thủ được Joker thuê giết Batman. Hắn gây ra một vụ án mạng và bắt cóc con tin mục đích để dụ Batman tới.
- Kelly Hu - Shiva: Cô là sát thủ nổi tiếng với kỹ năng võ thuật thượng thừa, một trong tám sát thủ được Joker thuê giết Batman. Shiva và Batman đã có một trận chiến bất phân thắng bại. Cô nói với những việc Batman đang làm, anh xứng đáng được sống và nhưng đồng thời cũng nói thêm với anh rằng Batman sẽ sớm nhận ra mọi cố gắng của anh để cứu Gotham gần như là vô ích bởi vì Gotham đã thối rữa hoàn toàn, chỉ có cách phá hủy hoàn toàn nó và xây dựng lại từ đám tro tàn.
- Wally Wingert - Enigma: Tên thật là Edward Nashton, là một tên hacker vô cùng thông minh, hắn đã hack và chiếm giữ hệ thống tháp truyền thông của toàn bộ Gotham, đồng thời giấu các hồ sơ manh mối rải rác khắp thành phố và thách thức Batman tìm và giải mã chúng.
- Peter MacNicol - Mad Hatter: Tên thật là Jervis Tetch, một tên tội phạm có niềm đam mê với những chiếc mũ, đủ chủng loại. Cái tên Mad Hatter được Jervis lấy từ nhân vật Mad Hatter (người làm mũ điên) trong tiểu thuyết Cuộc phiêu lưu của Alice vào Xứ sở thần tiên (Alice's Adventures in Wonderland) của nhà văn Anh Lewis Carroll, cách ăn mặc của hắn cũng rất giống với nhân vật này. Hắn đã bắt cóc một cô gái tên Alice (giống tên của nhân vật Alice) để dụ Batman đến.
- Laura Bailey - Cô gái tên Alice bị Mad Hatter bắt cóc & giọng người thông báo của GCPD.
- Matthew Mercer - Anarky: Tên thật là Lonnie Machin, hắn là một tên tội phạm còn rất trẻ tin vào các triết lý của các nhà triết học cổ đại như Aristotle. Hắn có những lý tưởng riêng và lập ra một giáo phái, mục đích của Anarky là phục hồi Thành phố Gotham tuy nhiên cách thức hành động lại rất điên rồ, Anarky đặt bom một số khu vực trong Gotham buộc Batman phải tìm ra và gỡ chúng. Batman cuối cùng cũng tìm được hang ổ của giáo phái này và khống chế Anarky giao nộp cho GCPD.
- Kelsey Lansdowne - Barbara Gordon: Là con gái của Đại úy James Gordon, cô bé rất ngưỡng mộ và tin vào những điều Batman đang làm ngay từ lần đầu gặp anh. Cô bé đã giúp Batman đánh lạc hướng đội SWAT khi Batman đang cố gắng thoát khỏi trụ sở GCPD.
- Tara Strong - Bác sĩ Harleen Quinzel: Là bác sĩ tâm lý của Ngục Blackgate. Sau khi Joker bị giải đến Blackgate, Tiến sĩ Harleen Quinzel đã nói chuyện với hắn và nảy sinh tình cảm với Joker. Tuy nhiên sau đó cô bị Joker bắt làm con tin khi hắn đảo chính và chiếm được Blackgate.
- Chris Fries - Howard Branden & một số giọng khác: Branden là đội trưởng tham nhũng của đội SWAT, GCPD. Hắn cũng là kẻ muốn truy sát Batman để kiếm tiền thưởng.
- Jon Polito - Ủy viên Hội đồng Gillian B. Loeb: là Ủy viên tha hóa của GCPD, ông ta bị Black Mask giả (Joker) sát hại ở Ngục Blackgate.
- Salli Saffioti - Giám đốc Ngân hàng Thương mại Gotham: Bà bị Joker bắt làm con tin để khống chế Batman tại ngân hàng, Joker cho bà hít khí cười khiến bà chết sau đó.
- Grey DeLisle - Vicki Vale: Là một phóng viên trẻ đang muốn khẳng định mình trong nghề, không ngại xông pha vào những nơi nguy hiểm để làm phóng sự.
- Quinton Flynn - Alberto Falcone: Là con trai của Bố già mafia Carmine Falcone. Nhà Falcone là gia đình mafia gốc Ý lâu đời và thuộc hàng quyền lực nhất ở Gotham. Penguin đang có âm mưu chiếm đoạt địa bàn làm ăn của nhà Falcone nên hắn đã khống chế Alberto Falcone.
- Laura Waddell - Tracey Buxton: Là một thư ký của Penguin.
- Masasa Moyo - Candy: Một thư ký khác của Penguin.
- Robert Costanzo - Harvey Bullock: Một điều tra viên của GCPD, phối hợp cùng với Đại úy Gordon chiếm lại Cầu Tiên Phong và Ngục Blackgate.
- Không rõ Diễn viên lồng tiếng - Jack Ryder: Là một phóng viên điều tra đồng thời cũng là host của một chương trình talk show.
- Tom Kane - Quincy Sharp: Là một nhà hoạt động chính trị đang cố gắng vận động hành lang để mở lại Nhà thương điên Arkham, nơi chuyên giam giữ những tên tội phạm đặc biệt nguy hiểm.
- C. C. H. Pounder - Amanda Waller: Là Đặc vụ Sở Tư pháp (Department of Justice), người lập ra Suicide Squad. Bà ta đã đề nghị Deathstroke tham gia vào nhóm này thay vì sống quãng đời còn lại trong ngục.
- Josh Keaton - Robin: Tên thật là Dick Grayson, là một người bạn chiến đấu cùng Batman, Robin chỉ xuất hiện ở chế độ chơi multiplayer.
- Michael Cornacchia, Jon Curry, Mylène Dinh-Robic, Robin Atkin Downes, Jake Eberle, Richard Epcar, Dave Fennoy, Phil Idrissi, Nick Jameson, John Kassir, Christian Lanz, Jonathan Lipow, Andrew Kishino, David Lodge, Maurice LaMarche, Eric Lopez, Jim Meskimen, David Michie, Dave B. Mitchell, Neil Napier, Liam O'Brien, Sam Riegel, Bumper Robinson, Keith Silverstein, Isaac C. Singleton Jr., Kaiji Tang, Fred Tatasciore, Stephen Tobolowsky, Armando Valdes-Kennedy, Jim Ward, Rick D. Wasserman, và Dave Wittenberg - các giọng quần chúng và nhân vật khác.

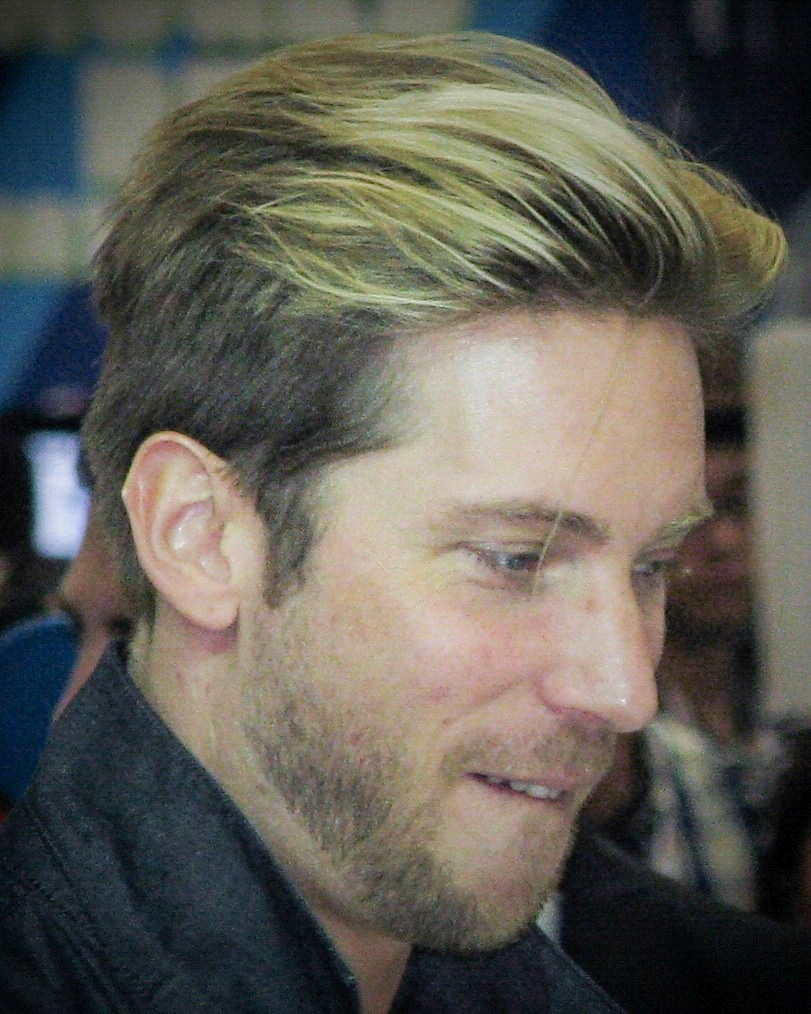
Troy Baker nhận lồng tiếng cho Joker, vốn đã rất thành công trong những phiên bản trước cùng Mark Hamill.

## Lối chơi (gameplay)

### Lối chơi chung
Batman: Arkham Origins vẫn giữ nguyên lối chơi của hai phiên bản tiền nhiệm, đó là phiêu lưu-hành động trong thế giới mở kết hợp với hành động lén lút ở góc nhìn thứ ba. Batman có thể dùng áo choàng (cape) bay lượn và sử dụng súng móc sắt (grapnel gun) móc vào rìa tường hoặc cột đèn. Trên người Batman có các dụng cụ (gadgets) hữu ích giúp anh chiến đấu và hoàn thành nhiệm vụ, một số có sẵn ngay từ đầu, một số khác Batman thu lượm được trong suốt quá trình chơi. Những gadgets có từ đầu bao gồm Batarang là một dạng phi tiêu dùng để ném vào đối phương, Batclaw dùng để móc kéo đối phương về phía mình cũng như sử dụng vào móc nỗi các vật khác nhau, Smoke Pellets sử dụng đẻ tung hỏa mù trong những trường hợp bị kẻ thù có súng phát hiện, Sonic Batarang gây ra âm thanh khó chịu khiến đối phương bị nhiễu không tập trung vào trận chiến, Cryptographic Sequencer dùng để hack các hệ thống an ninh và liên lạc, Remote Batarang giúp Batman có thể điều khiển chiếc Batarang được ném ra để len lỏi vào những góc Batman không chạm tới được, và Grapnel Accelerator giúp Batman tiếp tục bay khi đã móc nối được vào một điểm nào đó. Những gadgets Batman thu được khi làm nhiệm vụ bao gồm Concussion Detonator lấy từ Hang dơi giúp anh gây choáng (stun) một nhóm đối phương, Remote Claw lấy được của Deathstroke có thể chăng dây nối 2 điểm lại với nhau giúp Batman vượt các địa hình khó dễ dàng hơn đồng thời cũng giúp anh kéo 2 đối phương lại với nhau và dễ giàng hạ gục chúng, Disruptor lấy được của GCPD dùng để phá hủy hệ thống gây nhiễu cũng như súng ống và mìn, Glue Grenade do Alfred chế tạo sẽ đóng băng khi gặp nước hoặc hơi nước, Grapnel Boost là bản nâng cấp của Grapnel Accelerator, và Shock Gloves lấy được từ xác chết của Electrocutioner có thể tiếp điện cho các hệ thống và giúp Batman hạ gục đối phương dễ dàng hơn trong chiến đấu. Cơ chế Detective Vision quen thuộc của series giúp Batman quét toàn bộ không gian xung quanh, từ đó xác định được bước đi tiếp theo một cách hợp lý, khi ở hiện trường phá án chế độ này tự động chuyển về góc nhìn thứ nhất. Xuyên suốt quá trình chơi người chơi phải sử dụng đến Detective Vision nhiều lần để hoàn thành nhiệm vụ. Game cũng lần đầu tiên giới thiệu cơ chế "fast travel", cho phép Batman di chuyển nhanh giữa các địa điểm dựa vào máy bay (Batwing). Tuy nhiên Batman cần phải đánh sập hệ thống tháp truyền thông (do Enigma hack và chiếm giữ) ở từng khu vực để unlock chức năng này ở khu vực đó, một số tháp cần phải có những dụng cụ cần thiết mới có thể vô hiệu hóa được.
Cơ chế chiến đấu trong game vẫn là dạng cận chiến (meele) theo phong cách Freeflow nổi tiếng đã tạo nên thành công của series Batman: Arkham. Batman có thể tấn công liên tục từ đối phương này sang đối phương khác một cách tự do để duy trì combo (cũng có thể kết hợp thêm với các gadgets), khi combo đạt đủ ngưỡng, Batman có thể tung ra những đòn chí mạng hạ gục kẻ thù hoặc gây stun diện rộng, duy trì chuỗi combo cũng giúp Batman tích lũy được nhiều điểm kinh nghiệm hơn. Một điều quan trọng khác là người chơi phải chú ý dấu hiệu cảnh báo khi đối phương tấn công để ra đòn phản công (counter) hoặc né tránh (evade), tránh việc bị mất chuỗi combo. Đối mặt với một số loại kẻ thù đặc biệt như boss, lính mặc áo giáp dày, cầm bảng đỡ, cầm baton điện hoặc cầm dao thì Batman cần sử dụng những chiêu thức đặc biệt để tấn công hoặc né đòn. Một điểm mới trong phiên bản thứ ba của series là Shock Gloves lấy được của Electrocutioner, nó giúp Batman chiến đấu dễ dàng hơn rất nhiều. Sau một số lần tấn công, Shock Gloves sẽ được xạc đầy và lúc này Batman có thể tấn công những kẻ thù đặc biệt bằng đòn đánh thông thường, giúp duy trì chuỗi combo một cách liên tục, đồng thời cũng gây ra mức độ sát thương lớn hơn cho kẻ thù. Cơ chế lén lút trong game cũng không có nhiều thay đổi, khi phải đối mặt với nhóm kẻ thù có súng thì đây là chiến thuật tốt nhất bởi vì Batman sẽ không có cơ hội tiếp cận chúng trực tiếp do lượng sát thương gây ra bởi súng rất lớn. Batman cần phải ẩn nấp và chờ thời cơ thuận tiện để hạ gục từng tên một, Detective Vision đóng vai trò quan trọng trong chiến thuật này. Tuy nhiên ở một số màn chơi trong số kẻ thù có một tên mang thiết bị gây nhiễu sóng khiến Batman không thể sử dụng Detective Vision, người chơi cần phải tìm và tiêu diệt tên này trước để kích hoạt nó trở lại.
Mỗi lần hoàn thành nhiệm vụ hoặc chiến thắng trong các trận chiến, Batman được cộng thêm điểm kinh nghiệm (experience hay exp) và tăng level, mỗi lần tăng level Batman có thể học thêm các kỹ năng chiến đấu mới hoặc nâng cấp cho gadgets. Song song với nhiệm vụ chính dẫn theo cốt truyện, người chơi còn có thể làm thêm các nhiệm vụ phụ để tích lũy thêm điểm kinh nghiệm. Nhiệm vụ phụ rất đa dạng như ngăn chặn các tội ác của các băng Đảng tội phạm khắp thành phố cũng như tội ác của những tên tội phạm như Mad Hatter, Anarky, Black Mask, Penguin, và Deadshot, điều tra các vụ án mạng, chiến đấu với Shiva, hay đấu trí với Enigma. Batman có một nguyên tắc là không giết người nên những đòn thế của Batman trong game chỉ mang tính triệt hạ, đánh cho kẻ thù bất tỉnh, kể cả đối với những kẻ thù không đội trời chung anh cũng không bao giờ xuống tay sát hại, thậm chí còn cứu chúng, đây cũng là một điểm yếu của Batman mà nhiều kẻ thù của anh đặc biệt là Joker khai thác triệt để trong series Batman: Arkham. Game có ba mức độ khó là Easy, Medium, và Hard, ngoài ra game cũng có những chế độ chơi lại hấp dẫn sau khi người chơi hoàn thành tất cả các nhiệm vụ chính để nâng cao giá trị chơi lại của game. Bên cạnh phần chơi chính theo cốt truyện, game còn cho phép người chơi tham gia vào chế độ thử thách (challenges) đa dạng để tích lũy thêm exp (các thử thách khác nhau được mở khóa trong suốt quá trình chơi chính).

### Multiplayer
Batman: Arkham Origins giới thiệu chế độ chơi multiplayer mới phát triển bởi Splash Damage. Invisible Predator Online xoay quanh trận chiến giữa hai băng nhóm của Joker và Bane. Ba lính của team Joker chiến đầu với ba lính của team Bane, đồng thời chúng cần phải cảnh giác đến team hero bao gồm Batman và Robin.
Team Joker hoặc team Bane sẽ chiến thắng nếu toàn bộ lực lượng phe đối phương bị loại bỏ, trong khi team Hero sẽ thắng nếu đạt đủ số điểm lấy được từ việc hạ gục lính của cả hai băng nhóm. Thành viên trong các băng nhóm có thể trở thành boss (Joker hoặc Bane), có thêm nhiều kỹ năng hơn. Lính có thể sử dụng súng, chất nổ, và Enhanced Vision (thiết bị cho phép chúng có thể nhìn thấy Batman hoặc Robin đang ẩn nấp ở trên cao, cần mất thời gian xạc lại sau khi dùng), chơi dưới dạng bắn súng ở góc nhìn thứ ba trong khi heros vẫn giữ nguyên lối chơi chung, Batman và Robin có thể dùng các gadgets có được trong game chính, bao gồm cả Detective Vision. Trong phần chơi Hunter, Hunted, ba tên lính của Joker cùng ba tên lính của Bane sẽ chiến đấu lại Batman trong một trận chiến sinh tử mà kẻ sống cuối cùng sẽ chiến thắng, và mỗi bên chỉ có một mạng.